# IC 661
IC 661 је елиптична галаксија у сазвјежђу Лав која се налази на листи објеката дубоког неба у Индекс каталогу.
Деклинација објекта је + 1° 39' 4" а ректасцензија 10h 58m 51,4s. Привидна величина (магнитуда) објекта IC 661 износи 14,7 а фотографска магнитуда 15,7. IC 661 је још познат и под ознакама CGCG 10-50, DRCG 21-45, PGC 33051.